# Udaya News
Udaya News est une station régionale Indienne de télévision par câble en langue Kannada. Elle fait partie de Sun Network.
Certains des autres chaînes du groupe Sun Network sont: Udaya TV, Udaya News, Udaya Music et Udaya Movies, Udaya Comedy.